# Yánis Varoufákis
Yánis Varoufákis (en grec : Γιάνης Βαρουφάκης / Giánis Varoufákis, prononcé : /ˈʝanis varuˈfacis/), né le 24 mars 1961 à Athènes, est un économiste et homme politique grec, spécialiste de la théorie des jeux.
Ancien conseiller économique de Giórgos Papandréou, qui deviendra Premier ministre du pays, avant de démissionner de cette fonction, il s'est rendu célèbre en critiquant sévèrement les plans de sauvetage d'Athènes, s'attirant au passage l'inimitié des cercles dirigeants du pays.
Élu député sous l'étiquette de SYRIZA lors des élections anticipées de janvier 2015, sans être toutefois membre de ce parti, il est nommé ministre des Finances dans le gouvernement d'Aléxis Tsípras le 27 janvier 2015. Il démissionne de son poste au lendemain du référendum du 5 juillet.

## Biographie

### Jeunesse et formation
Yánis Varoufákis est né à Athènes en 1961 et possède la double nationalité grecque et australienne. Son père, Geórgios Varoufákis, chimiste, professeur d'université et président des aciéries Halyvourgiki S.A. (en), fut emprisonné et exilé à Makronissos, une île utilisée par le gouvernement d'alors pour rééduquer politiquement ceux qui avaient combattu dans le camp communiste lors de la guerre civile de 1946-1949.
Après avoir envisagé une carrière de pianiste, Yánis Varoufákis suit toutes ses études supérieures en mathématiques et en économie en Angleterre, poussé par son père à quitter la Grèce. Il intègre l'université de l'Essex où il obtient en 1981 un bachelor en économathématiques,, avant de partir pour l'université de Birmingham, où il obtient l'année suivante une MSc en mathématiques statistiques, et de revenir à l'université d'Essex pour y obtenir en 1987 un doctorat en économie. Avant d'obtenir son doctorat, il avait déjà commencé à enseigner l'économie et l'économétrie à l'université de l'Essex et à l'université d'East Anglia en tant qu'assistant.
Étudiant, il milite dans une association de défense des étudiants noirs. Durant ses études, il a notamment eu pour professeur Pétros Móralis, devenu ensuite ministre (PASOK), qui est le père de l'ancien maire du Pirée, Giánnis Móralis.

### Carrière professionnelle
En 1988, il passe six mois en tant que fellow au département d'économie appliquée et au Trinity College de l'université de Cambridge.
Après la réélection de Margaret Thatcher comme Premier ministre en 1988, il quitte le Royaume-Uni et émigre en Australie où il devient, de 1989 à 2002, lecturer puis senior lecturer (professeur associé) en théorie économique à l'université de Sydney. Durant cette période il sera aussi, pendant un an, senior lecturer en économie politique à l'université de Glasgow, puis fellow de la chaire Hoover d'éthique économique et sociale de l'université catholique de Louvain, (Belgique).
En 2000, il revient enseigner en Grèce en tant que professeur associé de théorie économique à l'université d'Athènes, il y restera jusqu'en 2006. En 2002, il crée le programme doctoral économique de l'université d'Athènes (UADPhilEcon), qu'il dirige jusqu'en 2008.
De janvier 2004 à décembre 2006, il est conseiller économique de Giórgos Papandréou,, alors président du PASOK.
Auteur de nombreux ouvrages universitaires sur la théorie économique et la théorie des jeux, Yánis Varoufákis écrit un ouvrage grand public après le krach de 2008, dans lequel il décrypte le mécanisme par lequel les États-Unis auraient assis leur hégémonie économique sur le monde, et comment la financiarisation de l'économie aurait conduit au Krach de 2008, qui marque, selon lui, la fin d'un monde : The Global Minotaur (Zed Books, Londres, 2011, 2013). Cet ouvrage résumant la pensée de Yánis Varoufákis a été traduit dans de nombreuses langues, notamment en français : Le Minotaure planétaire : l'ogre américain, la désunion européenne et le chaos mondial, publié aux éditions du Cercle (2014 et 2015).
À la traduction en français de sa Modeste proposition pour résoudre la crise de la zone euro (Les Petits Matins, février 2014), il reçoit le soutien de l'ancien Premier ministre Michel Rocard, qui préfacera ce petit ouvrage.
En 2012, il est recruté comme consultant par Gabe Newell, directeur de Valve, un studio américain de développement de jeux vidéo. Il étudie l'économie des communautés en ligne.
Depuis janvier 2013, il enseigne à la Lyndon B. Johnson School of Public Affairs (en) de l'université du Texas à Austin (États-Unis).

### Parcours politique
En novembre 2014, Aléxis Tsípras pressentant la tenue de nouvelles élections législatives et la victoire de SYRIZA, demande à Varoufákis s'il serait prêt à être son ministre des Finances. Celui-ci accepte, à condition d'être présenté aux élections législatives, pour, dit-il, « ne pas être un technocrate comme [ses] prédecesseurs ».
Le 29 décembre 2014, le gouvernement d'Antónis Samarás convoque des élections anticipées. Yánis Varoufákis se présente à la députation à Athènes. Sans être membre de SYRIZA, il fait campagne en créant son site web, n'emploie aucun personnel et ne fait aucune autre dépense en communication. Il est élu le 25 janvier 2015, en obtenant le plus grand nombre de voix du pays.
SYRIZA vainqueur, il est nommé ministre des Finances dans le gouvernement Tsípras I. À ce poste, il est chargé de renégocier les termes de l'aide européenne à la Grèce,. Avec un rôle central dans les négociations autour de la crise de la dette publique grecque, il devient une personnalité médiatisée, et devient célèbre pour ses tenues décontractées et atypiques pour un membre de l'Eurogroupe : veste en cuir, crâne rasé et chemises de couleur vive. D'abord mélioratifs, les commentaires de la presse européenne deviennent sévères au fur et à mesure du durcissement des négociations, fustigeant un personnage narcissique, provocateur, et imputant à son caractère l'échec des négociations internationales.
En mars 2015, il se définit comme marxiste libertaire,.
Le 27 avril, après des réunions non concluantes avec les ministres des Finances de l'Eurogroupe, Aléxis Tsípras décide de remanier son équipe, Yánis Varoufákis perd alors sa place centrale de coordination des travaux au profit d'Euclide Tsakalotos. Le 24 mai, Yánis Varoufákis publie sur son blog un billet contestant vivement le récit fait par les médias de cet épisode tout en regrettant que les débats des réunions en question soient tenus confidentiels.
Après son éviction, il rappelle l'absence de flexibilité laissée aux États qui ne peuvent dévaluer leur monnaie en cas de crise nationale. La volonté de réformes contre la corruption qui a porté SYRIZA au pouvoir se heurte selon lui à ce qu'il nomme le « triangle du péché » entre les banques, les médias et les prestataires surfacturant les prestations à l’État, mais selon lui la Troika s'est plus souciée des restrictions dans les prestations sociales de base que des abus de ces trois entités.
Le 6 juillet 2015, il démissionne de son poste de ministre des Finances à l'issue du référendum du 5 juillet. La raison officielle invoquée est que son départ permettrait une plus facile obtention d'un accord entre la Grèce et la troïka européenne. Quelques jours après, dans une interview au New Statesman, il révèle que sa position, celle d'une ligne dure dans les négociations avec les créanciers, passant par la préparation tactique d'un Grexit, a été mise en minorité au sein du gouvernement Tsípras I.
Il ne se représente pas lors des élections législatives de septembre 2015, ni au sein de SYRIZA ni avec le parti dissident Unité populaire, qu'il juge trop isolationniste. Il déclare vouloir contribuer à la mise en place d'un réseau européen visant à « restaurer la démocratie », avec l'ambition de le transformer par la suite en parti politique à l'échelle européenne. Le 9 février 2016, Varoufakis lance DiEM25 à Berlin. Ce mouvement a donné lieu à la publication du rapport END European Green new deal, lequel a été coordonné par Ulf Clerwall, Aurore Lalucq, James K. Galbraith et Vlassis Missos.
Le 26 mars 2018, il fonde un nouveau parti, le Front de désobéissance réaliste européen (MeRA25), membre de DiEM25. En novembre de la même année, il annonce qu'il sera candidat aux élections européennes de 2019 en Allemagne en tête de la liste « Démocratie en Europe ». Sa liste obtient 3,44 % des suffrages, alors que le parti remporte neuf sièges lors des élections législatives grecques de 2019.
Dans le film basé sur son livre, Adults in the Room, réalisé par Costa-Gavras, sorti en 2019, Yánis Varoufákis est interprété par Chrístos Loúlis.

### Vie personnelle
De 2005 à 2006, il voyage dans plusieurs pays avec l'artiste Danae Stratou, qui devient ensuite son épouse. Il a une fille, née d'une précédente union,. Varoufákis rédige le commentaire écrit de l'œuvre CUT: 7 Dividing Lines, créée par sa femme en 2007. En 2010, ils fondent ensemble le projet « Vital Space ».

## Publications
- (en) Conflict in Economics, Palgrave Macmillan, 1990  (ISBN 978-0312052188).
- (en) Rational Conflict, Blackwell Publishers, 1991  (ISBN 978-0631166061).
- (en) Avec Shaun Hargreaves-Heap, Game Theory: A Critical Introduction, Routledge, 1995  (ISBN 978-0415094030).
- (en) Foundations of Economics. A beginner's companion, Routledge, 1998  (ISBN 978-0415178921).
- (en) Game Theory: Critical Concepts in the Social Sciences, Routledge, 2001  (ISBN 978-0415222402).
- (en) Game Theory: Critical Perspectives, 5 volumes, Routledge, 2001.
- (en) Avec Joseph Halevi et Nicholas Theocarakis (en), Modern Political Economics: Making sense of the post-2008 world, Routledge, 2011  (ISBN 978-0415428880).
- (en) Economic Indeterminacy: A personal encounter with the economists' most peculiar nemesis, Routledge, 2013  (ISBN 978-0415668491).
- Avec James K. Galbraith et Stuart Holland, Modeste proposition pour résoudre la crise de la zone euro  (trad. de l'anglais), Paris, Les Petits matins, 2014, 73 p. (ISBN 978-2-36383-124-8), traduit de l'anglais par Aurore Lalucq de l'Institut Veblen.
- Le Minotaure planétaire : l'ogre américain, la désunion européenne et le chaos mondial, Le Cercle, coll. « Enquêtes et perspectives », 2014  (ISBN 979-1094546000).
- Un autre monde est possible : pour que ma fille croie encore à l'économie, Flammarion, 2015  (ISBN 978-2081365964).
- Notre printemps d'Athènes, Les Liens qui libèrent, 2015  (ISBN 979-1020903679).
- Et les faibles subissent ce qu'ils doivent ?, Les Liens qui libèrent, 2016  (ISBN 979-1020903686).
- Conversations entre adultes. Dans les coulisses secrètes de l'Europe, Les Liens qui libèrent, 2017.
- (en) Technofeudalism: what killed capitalism, The Bodley Head, 2023  (ISBN 978-1-84792-728-6) et  (ISBN 978-1-84792-727-9), traduit en français : Les nouveaux serfs de l'économie, Les Liens qui libèrent, 11 septembre 2024  (ISBN 979-10-209-2418-6).